# 14308 Hardeman
14308 Hardeman eller 5193 T-3 är en asteroid i huvudbältet som upptäcktes den 16 oktober 1977 av den nederländsk-amerikanske astronomen Tom Gehrels och det nederländska astronomparet Ingrid van Houten-Groeneveld och Cornelis Johannes van Houten vid Palomarobservatoriet. Den är uppkallad efter Sjoerd Hardeman.
Asteroiden har en diameter på ungefär 10 kilometer.